# Colegio de Abogados de la Ciudad de Buenos Aires
El Colegio de Abogados de la Ciudad de Buenos Aires (CACBA) es una institución constituida como asociación civil, fundada en el año 1913, que tiene por objeto defender los derechos de los abogados en el ejercicio de la profesión, velar por la observancia de las reglas de ética profesional, desarrollar actividades de investigación en el campo de las ciencias jurídicas y propender al progreso de la administración de justicia, de la legislación y al mejoramiento del Poder Judicial, velando por su independencia como poder del Estado. Desde 2012, su presidente es el Dr. Máximo J. Fonrouge.

## Historia

### Orígenes
Su primera fundación se remonta al año 1857, cuando se constituyó originalmente el Colegio de Abogados de la Ciudad, siendo su primer presidente el Dr. Eduardo Acevedo Maturana. Considerado como representante de la actividad profesional, el entonces Presidente Domingo Faustino Sarmiento le encargó expedirse sobre la adopción del Código Civil redactado por Dalmacio Vélez Sársfield que fue sancionado en 1869.
En 1871, dada la muerte de su presidente, Dr. José Roque Pérez, la institución desaparecería y sería refundada en 1913 en los términos que es conocida actualmente. El 29 de julio de ese año suscribieron el acta de fundación del Colegio 132 abogados entre los cuales se destacaban los doctores Jorge Argerich, Pedro Agote, Horacio Beccar Varela, Carlos Coll, Miguel Cané, Carlos Delcasse, Juan José Diaz Arana, Vicente Gallo, Carlos Ibarguren, Tomás Le Bretón, Osvaldo Magnasco, Federico Pinedo, Miguel Padilla, Alfredo L. Palacios, José María Rosa y Estanislao Zeballos. El 15 de diciembre se distribuyeron los cargos del primer Directorio de acuerdo al mandato conferido por la Asamblea y el 31 de diciembre asumieron en sus funciones bajo la presidencia de Norberto Piñero. El Colegio de Abogados de la Ciudad de Buenos Aires obtuvo su personería jurídica el día 25 de abril de 1914.

### Sede
Originalmente su sede estuvo ubicada en la calle Tucumán esquina Florida, en un inmueble que contaba con una biblioteca y cinco salas que funcionaban como centro de reunión de distintas personalidades del mundo jurídico. En 1916, el Colegio se mudó Palacio de Tribunales, sito en Talcahuano 550, en unas oficinas que le fueron cedidas por la Corte Suprema de Justicia de la Nación. 
Finalmente, en 1940, adquirió un inmueble ubicado en la calle Montevideo 640 del barrio de Monserrat, donde desde entonces funciona su sede. En este edificio funciona una biblioteca de consulta que brinda información y asesoramiento bibliográfico a socios de la institución y estudiantes de derecho, la cual que cuenta con más de 30.000 volúmenes incluyendo obras que datan de los siglos XVII y XVIII. También cuenta con un Salón de Actos nombrado en honor al jurista Dalmacio Vélez Sársfield y un salón de informática en el cual, además, funciona un consultorio jurídico gratuito que atiende de lunes a viernes entre las 19 y las 20 horas, dependiente de la Red de Abogados por el Bien Común.

### Actividades
Las actividades del Colegio de Abogados están a cargo de Comisiones Internas integradas por socios de la institución que abordan distintas temáticas y constituyen espacios de expresión abiertos al intercambio y a la pluralidad de las ideas relacionadas con todos los asuntos de su competencia, promoviendo la formación continua de los socios de la entidad. Las comisiones organiza actividades de índole profesional, tales como conferencias, debates, cursos, jornadas y seminarios, publican trabajos de investigación, dictámenes y estudios realizados por sus miembros y desarrollan el contacto continuo con otras entidades representativas.
El Colegio edita la Revista La Hoja, publicada quincenalmente, de distribución digital gratuita. En ella se publica información jurídica relevante, reportajes y comentarios, y un resumen de todas las actividades realizadas por la entidad y los servicios ofrecidos a sus socios y a la comunidad en general.
Anualmente, el Colegio de Abogados de la Ciudad entrega el Diploma a la Excelencia Académica, un reconocimiento a los alumnos más destacados la carrera de abogacía de las facultades de derecho de universidades públicas y privadas con asiento en la Capital Federal, que alcancen un promedio superior a nueve puntos y no hayan recibido aplazos.

## Gobierno
El Colegio es gobernado por un órgano colegiado, denominado Directorio, que se compone de doce miembros titulares y dos suplentes que duran dos años en sus funciones, elegidos por simple mayoría de votos de la Asamblea. El Directorio se renueva por mitades cada año. La distribución de los cargos de Presidente, Vicepresidente, Secretario y Tesorero es efectuada por el Directorio, a simple mayoría y con quórum de siete, dentro de los diez días de celebrada la Asamblea.

### Presidentes
Desde 1913 hasta la actualidad, han presidido el CACBA los siguientes abogados:
1. Norberto Piñero
2. David de Tezanos Pinto
3. Pedro Olaechea y Alcorta
4. Manuel B. Gonnet
5. Mario A. Rivarola
6. Mariano Molla Villanueva
7. Rodolfo N. Luque
8. Héctor Lafaille
9. Mariano G. Calvento
10. Estaban Lamadrid
11. Adrián C. Escobar
12. Alejandro Rayces
13. A. Walter Villegas
14. José María Sáenz Valiente
15. Adolfo Bioy
16. Alberto G. Padilla
17. Juan Carlos Palacios
18. Alejandro Lastra
19. Esteban Canale Demaría
20. Alberto Robredo Albarracín
21. Aquiles Horacio Guaglianone
22. Alberto Robredo Albarracín
23. Alejandro Lastra
24. Isidoro Ruiz Moreno
25. Jorge Méndez Trongé
26. Manuel G. Ordóñez
27. Alejandro Lastra
28. Oscar Alvarado Uriburu
29. Eugenio Aramburu
30. Ernesto O'Farrell
31. Oscar Alvarado Uriburu
32. Rafael La Porta Drago
33. Carlos S. Odriozola
34. Roberto Durrieu
35. Enrique V. del Carril
36. Raúl D. Aguirre Saravia
37. Máximo J. Fonrouge
38. Guillermo Lipera
39. Máximo J. Fonrouge